# Polyrhachis conops
Polyrhachis conops är en myrart som beskrevs av Auguste-Henri Forel 1901. Polyrhachis conops ingår i släktet Polyrhachis och familjen myror.

## Underarter
Arten delas in i följande underarter:
- P. c. conops
- P. c. cuspidata
- P. c. simpla
- P. c. spinifera
- P. c. stitzi